# 劉森福
劉森福（1933年—1997年），字萬青，祖籍福建同安，1933年出生於臺灣省新竹市，中國傳統水墨書畫家。自學芥子園畫譜入門，臨摹故宮名畫，跟從渡海名家之一陳丹誠習畫，1980年受李澤藩推薦赴日本藝術專門學校研究班修業。80年代初期中國改革開放，兩岸藝術交流暢通，得盧光照引薦之機緣，師事於齊白石門下研習。

## 美術工作年表紀要

### 主要美術經歷
- 北京海峽兩岸書畫家聯誼會理事
- 北京齊白石藝術研究會特邀理事
- 北京齊白石藝術函授學院名譽顧問
- 台灣省新竹市美術協會理事
- 救國團國畫指導教師
- 與李澤藩教授等共同創辦新竹縣美術協會(1971年)
- 成立松風畫室教授書畫

### 入選書畫名錄
- 1982 中華民國當代書畫家名鑑
- 1989 天安門珍藏書畫集
- 1993 中國當代書畫家名人大辭典

### 主要美術展覽紀錄
- 國立歷史博物館第二屆當代名家展
- 美國費城經濟會展多次
- 日本國際名家書畫展(1982)
- 台灣省水墨藝術協會寫梅比賽第一名(1982)
- 北京民族文化宮個展(1989)
- 劉森福水墨回顧展-台灣省新竹市文化中心梅苑畫廊(2016)